# بابي كورسيكاتو
بابي كورسيكاتو (بالإيطالية: Pappi Corsicato) (و. 1960  م) هو مخرج أفلام، وكاتب سيناريو، ومخرج وثائقيات ‏ إيطالي، ولد في نابولي.

## وصلات خارجية
- بابي كورسيكاتو على موقع IMDb (الإنجليزية)
- بابي كورسيكاتو على موقع ألو سيني (الفرنسية)
- بابي كورسيكاتو على موقع أول موفي (الإنجليزية)
- بابي كورسيكاتو على موقع قاعدة بيانات الفيلم (الإنجليزية)
- بابي كورسيكاتو على موقع كينوبويسك (الروسية)